# Fiński Związek Narciarski
Fiński Związek Narciarski (fiń. Suomen Hiihtoliitto) – fińskie stowarzyszenie kultury fizycznej pełniące rolę fińskiej federacji narodowej w biegach narciarskich, kombinacji norweskiej, narciarstwie alpejskim, narciarstwie dowolnym oraz skokach narciarskich.
Związek powstał w 1892 roku. Jest członkiem Międzynarodowej Federacji Narciarskiej (FIS). Do jego celów statutowych związku należy promowanie, organizowanie i rozwój narciarstwa w Finlandii m.in. poprzez szkolenia zawodników i instruktorów i organizację zawodów.